# Германиеви йодиди
Германиевите йодиди са химични съединения на елементите германий и йод. Съществуват две такива съединения: германиев (II) йодид – GeI
2 и германиев (IV) йодид – GeI
4.
Германиев (II) йодид е оранжево-жълто на цвят твърдо кристално вещество, което се разлага при топене. Специфичната му плътност е 5,37 и сублимира при 240 °C във вакуум. Може да се получи чрез редукция на германиев (IV) йодид с воден разтвор на хипофосфорна киселина в присъствието на йодоводородна киселина. Германиевият (II) йодид се окислява от разтвор на калиев йодид в солна киселина до германиев (IV) йодид.
Германиев (IV) йодид е оранжево-червено твърдо кристално вещество с точка на топене 144 °C и точка на кипене (разлагане) 440 °C. Неговата специфична плътност е 4,32. Той е разтворим в неполярни разтворители като въглероден дисулфид, хлороформ или бензен, но лесно се хидролизира.